# Ungoliant
Ungoliant je postava z díla J. R. R. Tolkiena. Je známá také jako pavoučice z Avatharu. Byla to obludná obrovská pavoučice, která žila v Avatharu, neobydlené pustině mezi valinorskými horami Pélori a studeným jižním mořem. Na počátku pravděpodobně zkažený maiarský duch. Ungoliant byla nejodpornější stvoření, jaké kdy v Ardě existovalo. Měla moc tkát síť tmy, nazývanou nesvětlo. Ungoliant na Melkorův popud otrávila a zničila Stromy Valar. Pak Melkor a Ungoliant uprchli do Středozemě, kde se servali o silmarily. Zlá síla Ungoliant byla tak veliká, že by jí podlehl i sám Melkor, ale zahnal ji jeho zástup balrogů. Ungoliant uprchla do Údolí smrti na úpatí Hor děsu v Beleriandu, kde se pářila s tamními pavoukovitými stvůrami a zplodila obludnou odrůdu obřích pavouků. Také je známa jako pramatka pavoučice Oduly (Sheloba). Později se zatoulala na jih do haradských pouští, kde neměla co žrát, a tak pohltila sama sebe.